# Gleb Galperin
Gleb Galperin (n. 25 mai 1985, Moscova, RSFS Rusă, URSS) este un săritor în apă ce a reprezentat Rusia, medaliat olimpic. A participat la 3 ediții ale Jocurilor Olimpice (2004, 2008, 2012) în care a câștigat două medalii de bronz.